# Chaos Rings
Chaos Rings (ケイオスリングス?, Keiosu Ringusu) è un videogioco di ruolo sviluppato dalla Media.Vision e pubblicato dalla Square Enix. È stato pubblicato in tutto il mondo il 20 aprile 2010 come titolo in esclusiva per iOS, benché sia stato in seguito convertito per piattaforme Android in Giappone. Prodotto da Takehiro Ando, i personaggi sono stati disegnati da Yusuke Naora, il direttore artistico di Final Fantasy VII, VIII e X fra i suoi altri titoli.
Il gioco si svolge in un posto misterioso conosciuto come Ark Arena, dove i partecipanti affrontano i nemici sia in labirinti che in dei tornei per evitare la morte ed ottenere l'immortalità. Chaos Rings contiene quattro scenari, ognuno dei quali viene esplorato da due personaggi differenti e si conclude con un boss di fine livello. Un prequel, Chaos Rings Omega, è stato pubblicato il 19 maggio 2011, mentre un sequel, Chaos Rings II il 14 marzo 2012.